# Ігорс Міглінієкс
Ігорс Міглінієкс (4 травня 1964) — латвійський баскетболіст.
Олімпійський чемпіон 1988 року, учасник 1992 року.
Переможець Юнацького чемпіонату Європи (U-18) 1982 року.
Переможець чемпіонату Європи серед кадетів (U-16) 1981 року.